# イワン・シャポワロフ
イワン・ニコラエビッチ・シャポワロフ（ロシア語: Иван Николаевич Шаповалов, 1966年5月28日 - ）は、ロシアのモスクワを拠点に活動する音楽プロデューサー。t.A.T.u.の生みの親であり、初期のプロデューサーを務めたことで知られている。最近では、元t.A.T.u.のメンバーであるリェーナ・カーチナのソロ・アルバムのために彼女と再会することも確認されている。

## 制作経歴
もともとは小児精神科医であったが、医師をやめて広告会社などを転々とし、低予算制作のミュージック・ビデオを皮切りに音楽業界でのビジネスを始めた。1999年、シャポワロフはアレクサンドル・ボイチンスキー、セルゲイ・ガロヤン、ボリス・レンスキー、そして当時交際していたエリェーナ・キーペルと共にt.A.T.u.のプロジェクトを開始し、シャポワロフの成功のほとんどはここから生まれた。t.A.T.u.の2002年のシングル「ヤー・サシュラー・ス・ウマー」（「オール・ザ・シングス・シー・セッド」ロシア語版）のミュージック・ビデオの監督を務めた。シャポワロフは、物議を醸すイメージのあるt.A.T.u.のプロデューサーとして、またレンスキーと結成した音楽事務所「ニェフォルマト」のプロデューサーとして、t.A.T.u.をスターダムに導いた。
2003年、シャポワロフはポドニェビェスナヤというプロジェクトを開始し、プロデュース能力を高めた。多くのアーティストと仕事をすることになり、7Bやn.A.T.o.のプロデューサーにもなった。
しかし、2004年にt.A.T.u.はシャポワロフ（と所属事務所のニェフォルマト）から独立し、活動することを決めた。t.A.T.u.はすぐにユニバーサル ミュージック グループと再契約し、ボリス・レンスキーをヘッド・プロデューサーに起用した。
シャポワロフはt.A.T.u.のマーケティングにおいて炎上商法と言える手法を用いており、イギリスでも公演を直前にキャンセルするなどして騒ぎを起こしていた。日本でも2003年に『ミュージックステーション』への出演をドタキャンするという騒ぎを起こしたが、日本の国民性を見誤っており、これをきっかけにt.A.T.u.は日本市場での人気を完全に失ってしまった。その1年後にシャポワロフはt.A.T.u.との契約を解除され、先述の独立へつながった。